# Halowe Mistrzostwa Świata w Lekkoatletyce 1987
I Halowe Mistrzostwa Świata w Lekkoatletyce – zawody sportowe, które rozegrane zostały w dniach 6-8 marca 1987 w Indianapolis.

## Wyniki

### Mężczyźni

#### Konkurencje biegowe
| konkurencja                           | złoto                              | złoto       | srebro                               | srebro   | brąz                            | brąz     |
| ------------------------------------- | ---------------------------------- | ----------- | ------------------------------------ | -------- | ------------------------------- | -------- |
| Bieg na 60 m (szczegóły)              | Lee McRae · Stany Zjednoczone      | 6,50 CR     | Mark Witherspoon · Stany Zjednoczone | 6,54     | Pierfrancesco Pavoni · Włochy   | 6,59     |
| Bieg na 200 m (szczegóły)             | Kirk Baptiste · Stany Zjednoczone  | 20,73 CR    | Bruno Marie-Rose · Francja           | 20,89    | Robson da Silva · Brazylia      | 20,92    |
| Bieg na 400 m (szczegóły)             | Antonio McKay · Stany Zjednoczone  | 45,98       | Roberto Hernández · Kuba             | 46,09    | Mike Franks · Stany Zjednoczone | 46,19    |
| Bieg na 800 m (szczegóły)             | José Luíz Barbosa · Brazylia       | 1:47,49     | Władimir Graudyń · ZSRR              | 1:47,68  | Faouzi Lahbi · Maroko           | 1:47,79  |
| Bieg na 1500 m (szczegóły)            | Marcus O’Sullivan · Irlandia       | 3:39,04 CR  | José Manuel Abascal · Hiszpania      | 3:39,13  | Han Kulker · Holandia           | 3:39,51  |
| Bieg na 3000 m (szczegóły)            | Frank O’Mara · Irlandia            | 8:03,32     | Paul Donovan · Irlandia              | 8:03,39  | Terry Brahm · Stany Zjednoczone | 8:03,92  |
| Bieg na 60 m przez płotki (szczegóły) | Tonie Campbell · Stany Zjednoczone | 7,51 CR     | Stéphane Caristan · Francja          | 7,62     | Nigel Walker · Wielka Brytania  | 7,66     |
| Chód na 5000 m (szczegóły)            | Michaił Szczennikow · ZSRR         | 18:27,79 CR | Jozef Pribilinec · Czechosłowacja    | 18:27,80 | Ernesto Canto · Meksyk          | 18:38,71 |

#### Konkurencje techniczne
| konkurencja                | złoto                             | złoto    | srebro                        | srebro | brąz                          | brąz  |
| -------------------------- | --------------------------------- | -------- | ----------------------------- | ------ | ----------------------------- | ----- |
| Skok wzwyż (szczegóły)     | Igor Paklin · ZSRR                | 2,38 CR  | Hennadij Awdiejenko · ZSRR    | 2,38   | Ján Zvara · Czechosłowacja    | 2,34  |
| Skok o tyczce (szczegóły)  | Serhij Bubka · ZSRR               | 5,85 CR  | Earl Bell · Stany Zjednoczone | 5,80   | Thierry Vigneron · Francja    | 5,80  |
| Skok w dal (szczegóły)     | Larry Myricks · Stany Zjednoczone | 8,23 CR  | Paul Emordi · Nigeria         | 8,01   | Giovanni Evangelisti · Włochy | 8,01  |
| Trójskok (szczegóły)       | Mike Conley · Stany Zjednoczone   | 17,54 CR | Oleg Procenko · ZSRR          | 17,26  | Frank Rutherford · Bahamy     | 17,02 |
| Pchnięcie kulą (szczegóły) | Ulf Timmermann · NRD              | 22,24 CR | Werner Günthör · Szwajcaria   | 21,61  | Siergiej Smirnow · ZSRR       | 20,67 |

### Kobiety

#### Konkurencje biegowe
| konkurencja                           | złoto                         | złoto       | srebro                                 | srebro   | brąz                        | brąz     |
| ------------------------------------- | ----------------------------- | ----------- | -------------------------------------- | -------- | --------------------------- | -------- |
| Bieg na 60 m (szczegóły)              | Nelli Fiere-Cooman · Holandia | 7,08 CR     | Anelija Nunewa · Bułgaria              | 7,10     | Angela Bailey · Kanada      | 7,12     |
| Bieg na 200 m (szczegóły)             | Heike Drechsler · NRD         | 22,27 WR    | Merlene Ottey · Jamajka                | 22,66    | Grace Jackson · Jamajka     | 23,21    |
| Bieg na 400 m (szczegóły)             | Sabine Busch · NRD            | 51,66 CR    | Lillie Leatherwood · Stany Zjednoczone | 52,54    | Judit Forgács · Węgry       | 52,68    |
| Bieg na 800 m (szczegóły)             | Christine Wachtel · NRD       | 2:01,32 CR  | Gabriela Sedláková · Czechosłowacja    | 2:01,85  | Lubow Kiriuchina · ZSRR     | 2:01,98  |
| Bieg na 1500 m (szczegóły)            | Doina Melinte · Rumunia       | 4:05,68 CR  | Tatiana Samolenko · ZSRR               | 4:07,08  | Swietłana Kitowa · ZSRR     | 4:07,59  |
| Bieg na 3000 m (szczegóły)            | Tetiana Samolenko · ZSRR      | 8:46,52 CR  | Olga Bondarienko · ZSRR                | 8:47,08  | Maricica Puică · Rumunia    | 8:47,92  |
| Bieg na 60 m przez płotki (szczegóły) | Cornelia Oschkenat · NRD      | 7,82 CR     | Jordanka Donkowa · Bułgaria            | 7,85     | Ginka Zagorczewa · Bułgaria | 7,99     |
| Chód na 3000 m (szczegóły)            | Olga Krisztop · ZSRR          | 12:05,49 CR | Giuliana Salce · Włochy                | 12:36,76 | Ann Peel · Kanada           | 12:38,97 |

#### Konkurencje techniczne
| konkurencja                | złoto                         | złoto    | srebro                 | srebro | brąz                        | brąz  |
| -------------------------- | ----------------------------- | -------- | ---------------------- | ------ | --------------------------- | ----- |
| Skok wzwyż (szczegóły)     | Stefka Kostadinowa · Bułgaria | 2,05 CR  | Susanne Beyer · NRD    | 2,02   | Emilija Dragiewa · Bułgaria | 2,00  |
| Skok w dal (szczegóły)     | Heike Drechsler · NRD         | 7,10 CR  | Helga Radtke · NRD     | 6,92   | Jelena Bielewska · ZSRR     | 6,76  |
| Pchnięcie kulą (szczegóły) | Natalja Lisowska · ZSRR       | 20,52 CR | Ilona Briesenick · NRD | 20,28  | Claudia Losch · RFN         | 20,14 |

## Klasyfikacja medalowa
| Miejsce | Kraj              | Złoto | Srebro | Brąz | Razem |
| 1       | ZSRR              | 6     | 5      | 4    | 15    |
| 2       | Stany Zjednoczone | 6     | 3      | 2    | 11    |
| 3       | NRD               | 6     | 3      | 0    | 9     |
| 4       | Irlandia          | 2     | 1      | 0    | 3     |
| 5       | Bułgaria          | 1     | 2      | 2    | 5     |
| 6       | Brazylia          | 1     | 0      | 1    | 2     |
| 6       | Holandia          | 1     | 0      | 1    | 2     |
| 6       | Rumunia           | 1     | 0      | 1    | 2     |
| 9       | Czechosłowacja    | 0     | 2      | 1    | 3     |
|         | Francja           | 0     | 2      | 1    | 3     |
| 11      | Włochy            | 0     | 1      | 2    | 3     |
| 12      | Jamajka           | 0     | 1      | 1    | 2     |
| 13      | Hiszpania         | 0     | 1      | 0    | 1     |
| 13      | Kuba              | 0     | 1      | 0    | 1     |
| 13      | Nigeria           | 0     | 1      | 0    | 1     |
| 13      | Szwajcaria        | 0     | 1      | 0    | 1     |
| 17      | Kanada            | 0     | 0      | 2    | 2     |
| 18      | Bahamy            | 0     | 0      | 1    | 1     |
| 18      | Maroko            | 0     | 0      | 1    | 1     |
| 18      | Meksyk            | 0     | 0      | 1    | 1     |
| 18      | RFN               | 0     | 0      | 1    | 1     |
| 18      | Węgry             | 0     | 0      | 1    | 1     |
| 18      | Wielka Brytania   | 0     | 0      | 1    | 1     |
| Razem   | Razem             | 24    | 24     | 24   | 72    |

## Występy Polaków

### Mężczyźni
- chód na 5000 metrów
  - Zdzisław Szlapkin zajął 12. miejsce
- skok o tyczce
  - Marian Kolasa zajął 5. miejsce

### Kobiety
- bieg na 400 metrów
  - Marzena Wojdecka odpadła w półfinale
- skok wzwyż
  - Urszula Kielan zajęła 11.-12. miejsce
  - Elżbieta Trylińska zajęła 13. miejsce
- skok w dal
  - Agata Karczmarek zajęła 6. miejsce